# 摩德纳和雷焦艾米利亚大学
摩德纳和雷焦艾米利亚大学（義大利語：Università degli Studi di Modena e Reggio Emilia）位于意大利艾米利亚-罗马涅大区摩德纳和雷焦艾米利亚，成立于1175年，是欧洲最古老的大学之一，有20,000名学生。
中世纪大学于1338年消失，取而代之的是“三个公共讲师职位”，这些职位不授予学位，并于1590年代因缺乏资金而中止。该大学直到17世纪80年代才在摩德纳复校，直到1685年才获得帝国特许状。
该大学的一些著名学生包括1694年毕业的意大利著名历史学家和学者卢多维科·安东尼奥·穆拉托里，17世纪的剧作家卡洛·哥尔多尼，以及上个世纪的意大利共和国总统桑德罗·佩尔蒂尼。